# Himachal Pradesh
Himachal Pradesh (în hindi Provincia Înzăpezită) este un stat din nordul Indiei. Situat în Himalaya de Vest, este caracterizat printr-un relief extrem. Himachal Pradesh se învecinează cu teritoriile unionale Jammu și Cașmir și Ladakh la nord, și cu statele Punjab, Haryana, Uttarakhand și Uttar Pradesh la vest și sud, și cu Regiunea Autonomă Tibet a Chinei la est.
În timpurile Indiei Britanice în Himachal Pradesh existau mai multe state princiare. După obținerea independenței acesta a fost obiectul mai multor reorganizări, fiind administrat dintâi ca provincie, apoi ca teritoriu unional, și, în cele din urmă, a primit statutul de stat federal pe 25 ianuarie 1971. Este divizat în 12 districte, care sunt grupate în trei diviziuni: Shimla, Kangra și Mandi.
Majoritatea locuitorilor sunt hinduiști. Hindi este limba oficială a statului și este vorbită de majoritatea populației ca lingua franca. Sanscrita de asemenea a fost declarată limbă oficială, dar folosirea acesteia se limitează în mare la domeniul educațional și cel simbolic. Totuși, majoritatea populației are ca limbă maternă una dintre limbile pahari de vest.
Aproape 90% din locuitori trăiesc în mediul rural. Agricultura, horticultura, hidrocentralele și turismul sunt componentele importante ale economiei statului. Conform unui studiu din 2017 Himachal Pradesh este cel mai puțin corupt dintre statele Indiei.

## Orașe mari
(Situația: la recensământul din 2001)
| Oraș        | Locuitori |
| ----------- | --------- |
| Shimla      | 142.161   |
| Solon       | 34.199    |
| Mandi       | 26.858    |
| Nahan       | 25.972    |
| Sundarnagar | 23.979    |
| Baddi       | 22.592    |
| Chamba      | 20.312    |